# Antiga masoveria de la Virreina
L'antiga masoveria de la Virreina és un edifici situat als carrers de Torrijos i de Sant Lluís de la Vila de Gràcia (Barcelona), catalogat com a bé amb elements d'interès (categoria C).

## Història i descripció
Formava part de la finca de la torre de Gràcia, adquirida el 1770 per Antoni d'Amat i de Junyent per al seu germà Manuel, virrei del Perú, que va fer construir una nova mansió al costat, acabada el 1773. Entre 1825 i 1830, el masover era Josep Padró, que hi conreava blat, ordi, pèsols, fajol i vinya, de la que feia vi i vinagre, i pagava als senyors en bona part amb les gallines que hi criava.
Amb els anys, aquest edifici ha tingut moltes reformes i ampliacions, i va ser col·legi de Religioses de la Presentació. De la masoveria original només queda la part central que dóna al carrer de Sant Lluís, amb planta baixa, dos pisos i golfes. La façana presenta un portal quadrat i diversos balcons.